# Maurice Nyunt Wai
Maurice Nyunt Wai (* 23. Januar 1962 in Myaungmya) ist ein myanmarischer Geistlicher und römisch-katholischer Bischof von Mawlamyine.

## Leben
Maurice Nyunt Wai besuchte das Knabenseminar und die Oberschule in Pathein. Er studierte von 1980 bis 1987 Philosophie und katholische Theologie am Priesterseminar in Rangun und an der Yangon University. Das Sakrament der Priesterweihe empfing er am 11. März 1989 für das Bistum Pathein.
Neben Aufgaben in der Pfarrseelsorge lehrte er von 1992 bis 1997 am Priesterseminar in Pyin Oo Lwin. Von 1997 bis 2002 studierte er in Rom an der Päpstlichen Akademie Alfonsiana und wurde zum Dr. theol. promoviert. Von 2003 bis 2004 war er Rektor des Knabenseminars in Mayanchaung und von 2005 bis 2013 Generalvikar sowie Dompfarrer an der Kathedrale des Bistums Pathein. Von 2013 bis 2019 war er Exekutivsekretär der Bischofskonferenz von Myanmar und anschließend Pfarrer sowie Dekan in Myaungmya. Zudem war er Sekretär der theologischen Kommission der Bischofskonferenz.
Am 22. Februar 2022 ernannte ihn Papst Franziskus zum Koadjutorbischof von Mawlamyine. Die Bischofsweihe spendete ihm der Erzbischof von Yangon, Charles Maung Kardinal Bo SDB, am 24. April desselben Jahres in Mawlamyine. Mitkonsekratoren waren der Erzbischof von Mandalay, Marco Tin Win, und John Saw Yaw Han, Weihbischof in Yangon. Maurice Nyunt Wai wurde am 31. Mai 2023 in Nachfolge von Raymond Saw Po Ray, dessen vorzeitiges Rücktrittsgesuch am selben Tag angenommen worden war, Bischof von Mawlamyine.